# الحزب الوطني للتنمية والرفاه
الحزب الوطني للتنمية والرفاه هو حزب سياسي ثانوي في ليبيا، وممثل في المؤتمر الوطني العام. تأسس في عام 2012 من قبل علي زيدان، أول رئيس وزراء لدولة ليبيا.